# We Will Rock You
«We Will Rock You» es una canción de rock compuesta por Brian May, guitarrista de la banda británica Queen. Tiene un ritmo marcado por palmadas y bombo, y un solo de guitarra.
Fue editada por primera vez en el sexto álbum de Queen, News of the World, en 1977, y fue reeditada varias veces en las numerosas compilaciones sacadas a la venta luego de la muerte del cantante Freddie Mercury. Cabe destacar que el videoclip de la canción fue grabado en el patio trasero de la casa del baterista Roger Taylor.
La canción está ubicada en el puesto n.º 330 de las 500 mejores canciones de la historia según Rolling Stone.
Esta canción es mundialmente conocida por su ritmo pegadizo de palmadas, el coro cantado unánimemente, el solo de guitarra interpretado por Brian May al final de la canción y su gran uso y popularidad en la cultura popular y comercial, siendo versionada, sampleada, y mezclada por más de 50 artistas, diversas apariciones en películas, programas y series de televisión, comerciales, radio, etc.
Junto a su canción hermana We Are the Champions, es una canción que durante más de 3 décadas se ha convertido en un himno del rock en los estadios, competiciones deportivas, torneos, mundiales de fútbol, olimpiadas, significando la victoria de un equipo, organización o deportista.

## Sencillo junto a We Are the Champions
El sencillo se publicó con la canción como Lado A de We Are the Champions, y en Estados Unidos se publicó como doble cara A también junto a We Are the Champions. Las dos canciones solían tocarse en simultáneo al final de los conciertos de Queen, y en ocasiones suenan juntas en emisiones radiales (según el orden del álbum).
En 1980-1981, "We Will Rock You" fue lanzado como sencillo en varios países. Alcanzó el segundo puesto en la lista del Reino Unido, UK Singles Chart; el cuarto puesto en la Billboard de los Estados Unidos; entró en el top 10 en Irlanda, los Países Bajos y Noruega, y en el top 15 en Alemania, Austria y Suecia.

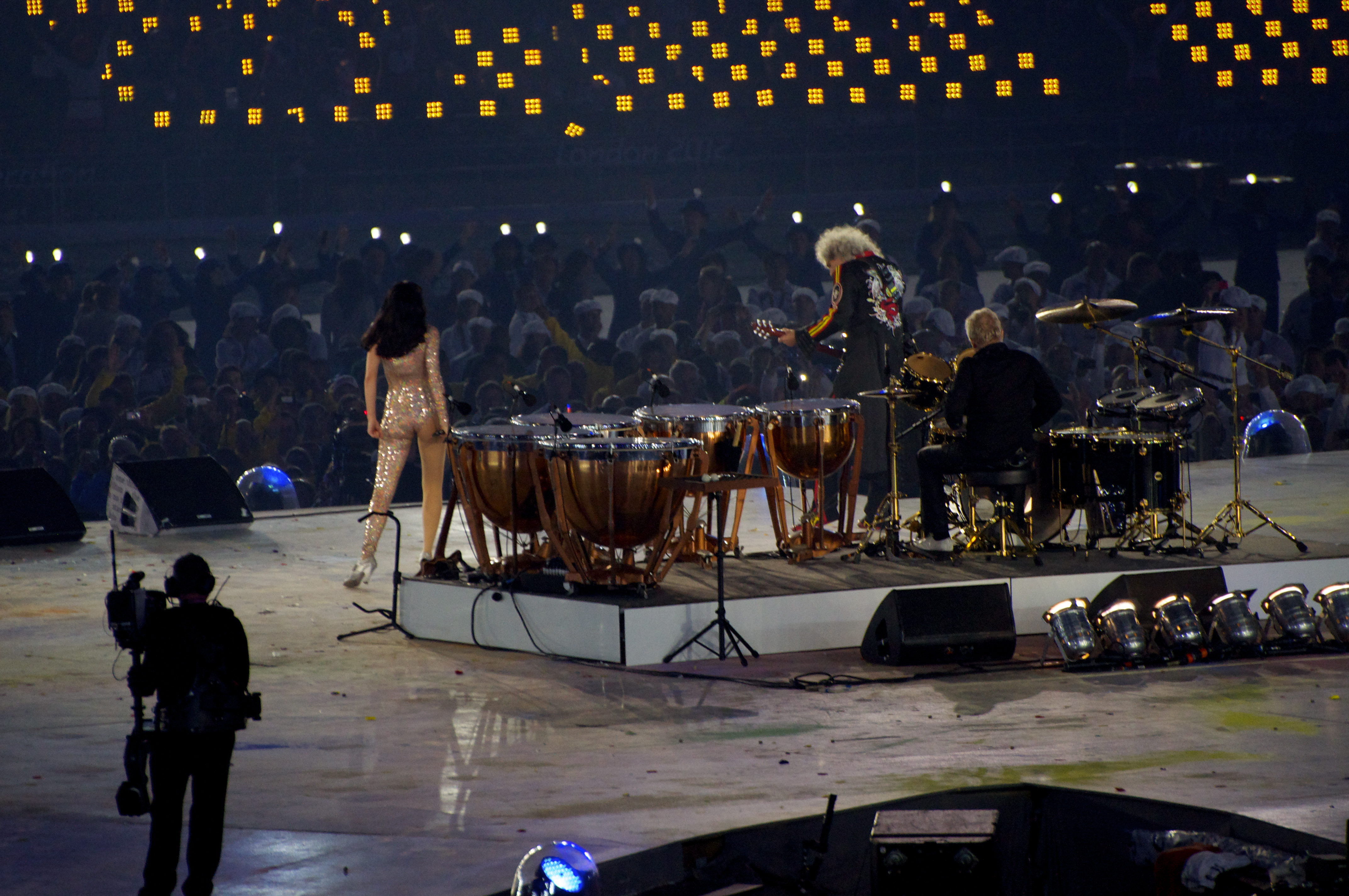
Queen y Jessie J, interpretando «We Will Rock You» en la ceremonia de cierre de los Juegos Olímpicos de Londres 2012

## En directo
La canción se interpretó en todas las giras de Queen desde el News of the World Tour de 1977 hasta el Magic Tour de 1986 (la última de la banda con Freddie Mercury), casi siempre en antepenúltimo lugar, seguida por We Are the Champions (en el Magic Tour, Friends Will Be Friends se situó entre las dos).
También formó parte del Live Aid de 1985, dentro de los 20 minutos correspondientes de actuación de la banda.
Se utilizó también al final del Concierto Tributo a Freddie Mercury en 1992, siendo interpretada por Axl Rose, líder de la banda Guns N' Roses.
La canción siguió formando parte también del repertorio en directo de Queen + Paul Rodgers entre 2005 y 2009, y de Queen + Adam Lambert desde 2012.
En la Ceremonia de Clausura de los Juegos Olímpicos Londres 2012 fue interpretada por Jessie J y los integrantes actuales de Queen. Se incluyeron algunas escenas de Freddie Mercury en homenaje al fallecido cantante de la agrupación.

## «We Will Rock You (Fast)»
Además de la original de estudio, «We Will Rock You» contó con una versión modificada más potente, con rasgos de heavy metal, normalmente conocida como «We Will Rock You (Fast)». Consiste en una base de batería acelerada acompañada de una base y solo de guitarra a mitad de la canción, y que culminaba con unos golpes rápidos de Roger Taylor sobre el Hit Hat y luego sobre el Redoblante, y luego al final unos redobles con y golpes rápidos de los Crash. 

### En directo
Se utilizó como apertura de sus conciertos en las giras desde el News Of The World Tour hasta el Hot Space Tour, normalmente seguida de «Let Me Entertain You» (del álbum Jazz de 1978), o    «Brighton Rock» (del álbum Sheer Heart Attack de 1974). A partir de The Works Tour de 1984, no se la volvió a utilizar en vivo.
Una interpretación de esta versión fue incluida en el vídeo Greatest Flix, recopilación hermana del disco Greatest Hits. Además, la versión incluida en el álbum en vivo Live Killers apareció como sencillo en 1982. Se la puede escuchar en el álbum Live Killers de 1979 como apertura y en otros shows en vivo como Queen Rock Montreal (2007) o durante la gira Hot Space Tour (1982), luego  registrada en el álbum Queen on Fire - Live at the Bowl (2004).

## Curiosidades
Esta canción apareció en la película de "Píxels".
También fue un sample de la canción 'Till I Collapse · del rapero  Eminem · siendo la base de la instrumental.

## Posicionamiento en listas
| Año  | Chart                                 | Posición más alta |
| ---- | ------------------------------------- | ----------------- |
| 1977 | Francia (IFOP)                        | 1                 |
| 1977 | Bélgica (Flandes) (Ultratop 50)       | 45                |
| 1977 | Bélgica (VRT Top 30 Flanders)         | 1                 |
| 1977 | US Billboard Hot 100                  | 4                 |
| 2003 | Francia (SNEP)                        | 1                 |
| 2003 | Alemania (Media Control AG)           | 9                 |
| 2003 | Países Bajos (Dutch Top 40)           | 1                 |
| 2003 | Países Bajos (Mega Single Top 100)    | 9                 |
| 2003 | Suiza (Schweizer Hitparade)           | 4                 |
| 2006 | US Billboard Hot Digital Songs        | 3                 |
| 2008 | Canadá (Hot Canadian Digital Singles) | 1                 |
| 2011 | España (Top 100 Canciones)            | 1                 |
| 2012 | Japón (Japan Hot 100 Singles)         | 55                |

## Créditos
- Freddie Mercury - Voz principal y coros
- Brian May - guitarra eléctrica, palmas y coros
- Roger Taylor - bombo, palmas y coros
- John Deacon - palmas